# Distrito de Amberg-Sulzbach
El distrito de Amberg-Sulzbach (en alemán: Landkreis Amberg-Sulzbach) es uno de los 71 distritos en que está dividido administrativamente el estado alemán de Baviera. Es colindante (en el sentido de las agujas del reloj, empezando desde el Norte) con los distritos de Neustadt an der Waldnaab, Schwandorf, Neumarkt en el Alto Palatinado, País de Núremberg y Bayreuth. La ciudad de Amberg está rodeada por el distrito, pero no pertenece a él. Pese a ello, es la capital administrativa del mismo.

## Historia
La historia de este distrito está relacionada con la del Alto Palatinado y la ciudad de Amberg.
El distrito actual fue creado en 1972 a partir de la unión del antiguo distrito de Amberg y la ciudad libre de Sulzbach-Rosenberg (que con la unión perdería su categoría de ciudad libre).

## Geografía
El distrito está situado en el centro geográfico de Baviera, unos 65 km al este de Núremberg. El eje principal de la región es el río Vils, un afluente del río Naab, que atraviesa el distrito de norte a sur. Al oeste del río la tierra se eleva hacia el Jura Francón, mientras que en el este hay suaves colinas en el ángulo formado por el Naab y el Vils. El distrito está cubierto de bosques, especialmente en la mitad Este del mismo.

## Escudo de armas
El escudo de armas muestra:
- A la izquierda, el León del Palatinado, que fue un animal heráldico del Alto Palatinado;
- A la derecha, los lirios que fueron símbolo de los condes de Sulzbach;
- En la parte inferior, herramientas de minería, para recordar la influencia que ha tenido la misma en la historia del Alto Palatinado.

## Ciudades y municipios
| Ciudades                                                                   | Municipios | |
| -------------------------------------------------------------------------- | --- | --- |
| 1. Auerbach 2. Hirschau 3. Schnaittenbach 4. Sulzbach-Rosenberg 5. Vilseck | 1. Ammerthal 2. Birgland 3. Ebermannsdorf 4. Edelsfeld 5. Ensdorf 6. Etzelwang 7. Freihung 8. Freudenberg 9. Gebenbach 10. Hahnbach 11. Hirschbach | 1. Hohenburg 2. Illschwang 3. Kastl 4. Königstein 5. Kümmersbruck 6. Neukirchen bei Sulzbach-Rosenberg 7. Poppenricht 8. Rieden 9. Schmidmühlen 10. Ursensollen 11. Weigendorf |